# Ahvenisto
Ahvenisto est un quartier d'Hämeenlinna en Finlande.

## Présentation
Ahvenisto est voisin des quartiers Myllymäki, Kauriala, Pullerinmäki, Voutila et Vuorentaka.
Au fil des années, le quartier a développé une zone offrant diverses activités de loisirs et de sports.
Aujourd'hui, le domaine comprend plusieurs pistes de randonnée, des pistes de ski de fond en hiver, un champ de tir, une plage et une piscine extérieure, ainsi qu'un sauna en plein air. 
La partie natation du pentathlon moderne des Jeux olympiques d'été de 1952 à Hämeenlinna s'est déroulée dans la piscine de plein air d'Ahvenisto.
La plage à l'extrémité sud du lac Ahvenistonjärvi, est un espace extérieur populaire pour les habitants d'Hämeenlinna.
L'ancienne caserne de Poltinaho est devenue une zone résidentielle au milieu de laquelle se trouve Miekkalinna le nouveau poste de police principal d'Hämeenlinna.
Sur l'esker Ahvenistonharju se trouvent l'hôpital central du Kanta-Häme, le cimetière d'Ahvenisto,  l'église orthodoxe d'Ahvenisto et un mât de télévision,.

## Galerie

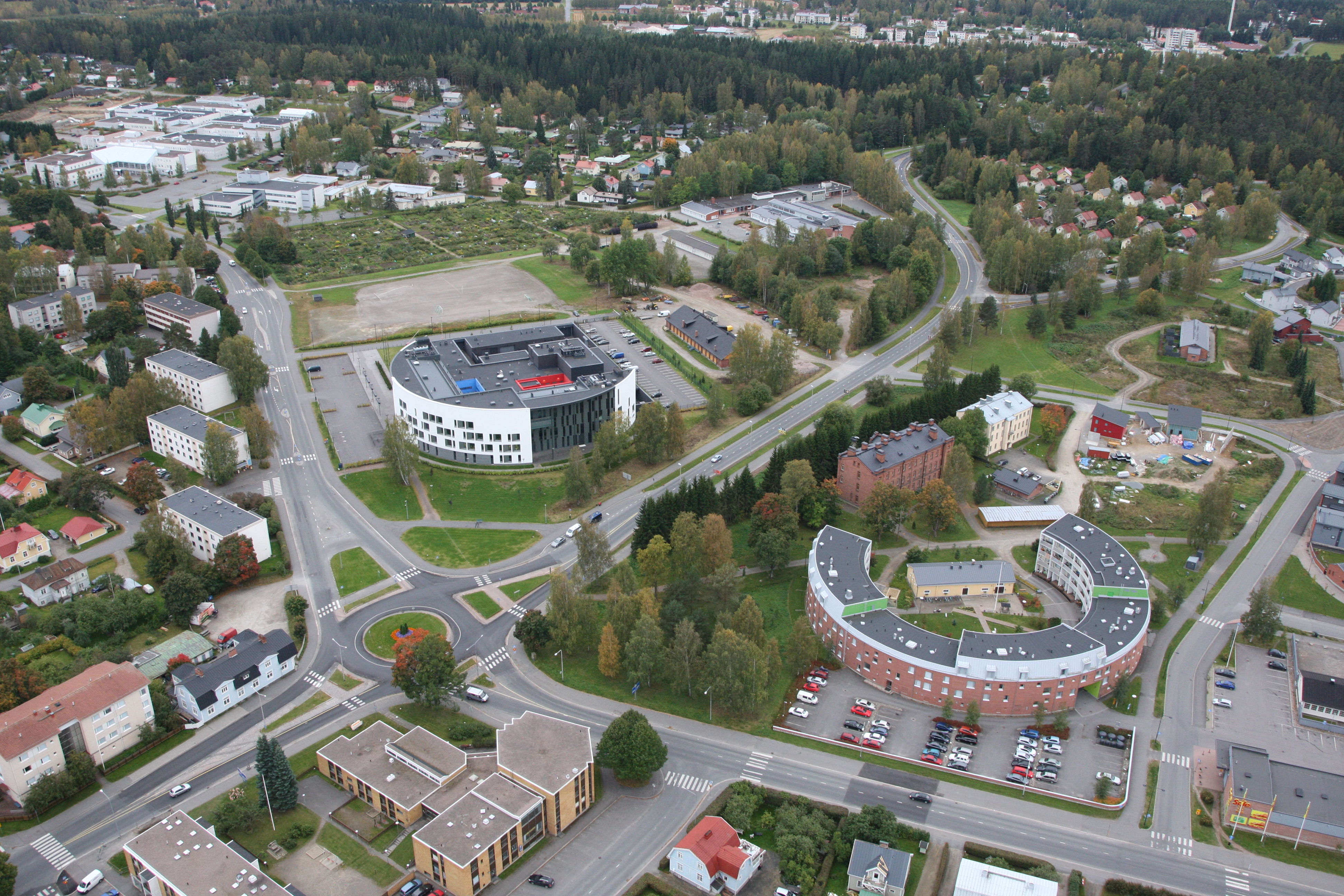
Miekkalinna au milieu de Poltinaho.
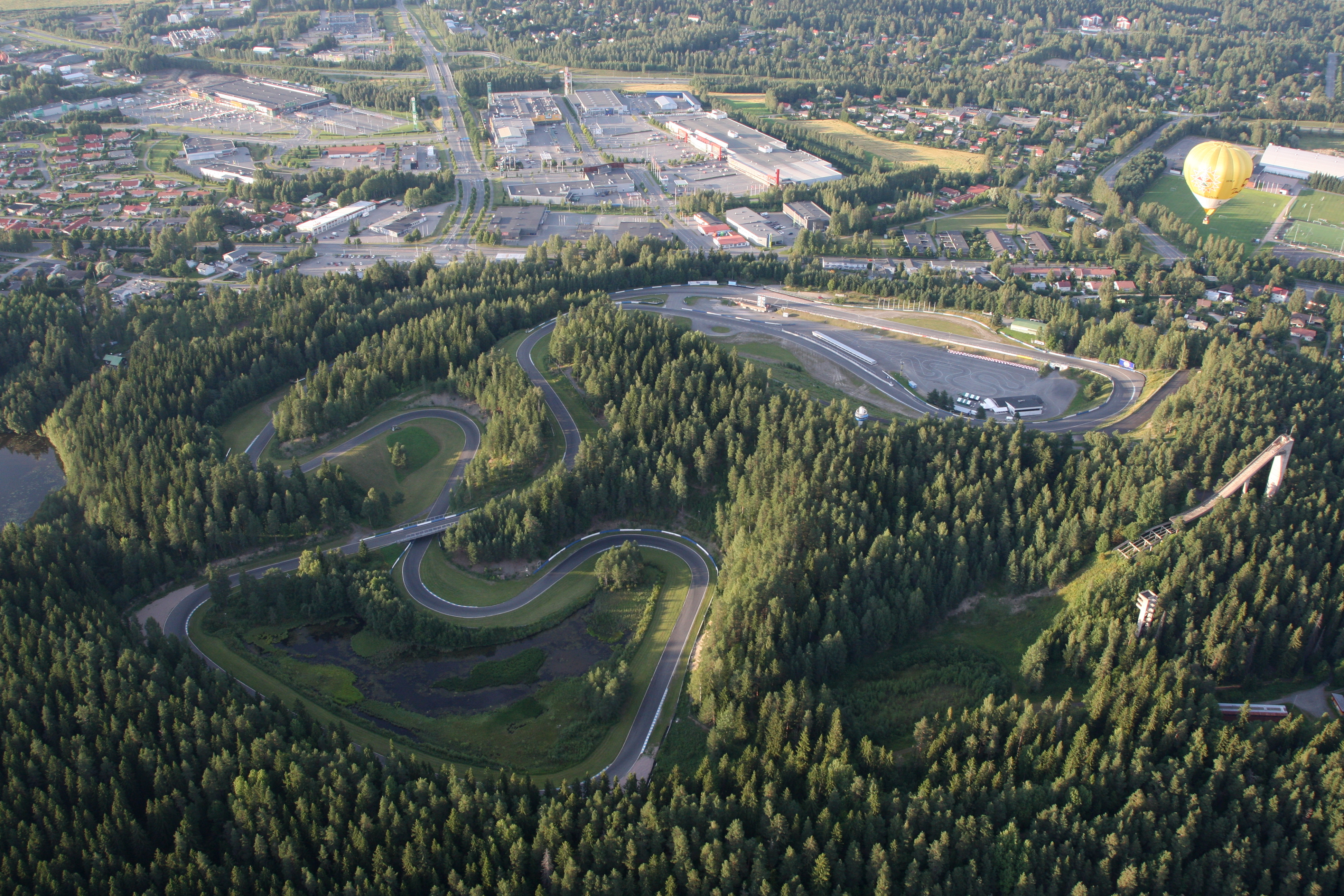
Le circuit automobile d'Ahvenisto.
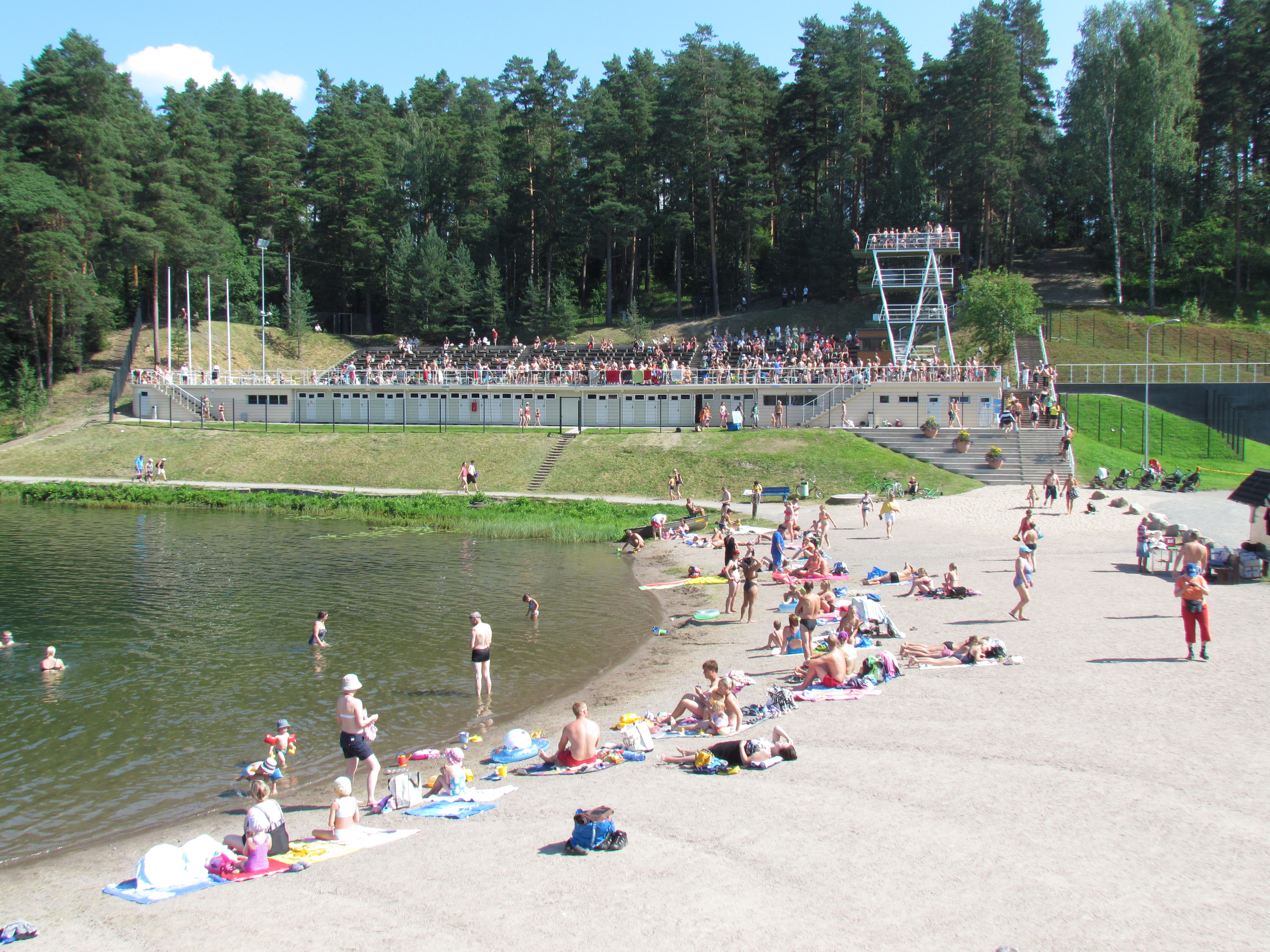
Plage d'Ahvenisto.
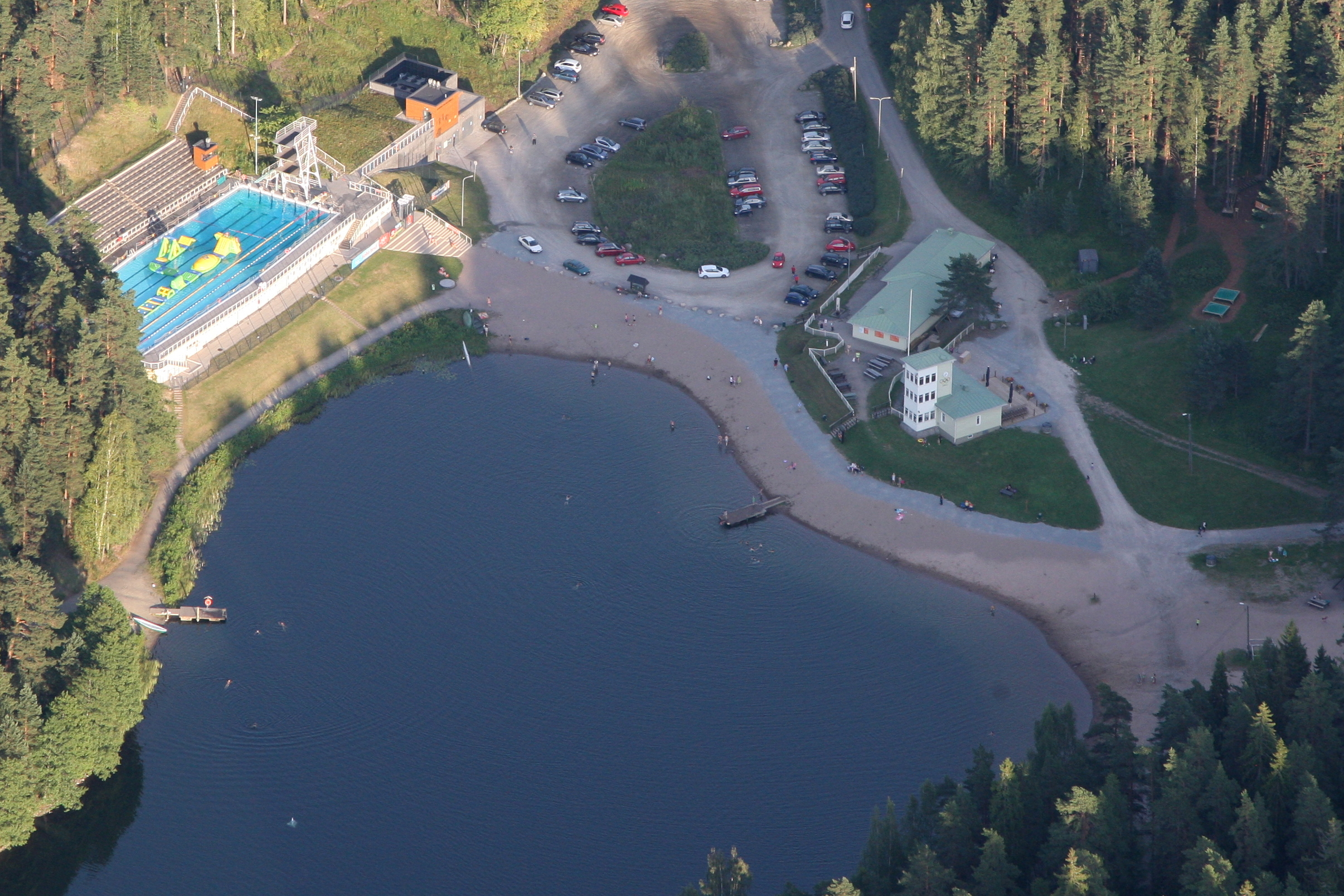
Piscine et plage d'Ahvenisto.